# 佐藤政一
佐藤 政一（さとう まさいち、1940年または1941年 - 2019年〈令和元年〉11月）は、日本の地方公務員。仙台市交通事業管理者、同市収入役、仙台市社会福祉協議会会長を歴任。瑞宝中綬章受章。

## 人物・経歴
仙台市役所入職、1994年 (平成6年) 4月 池田光弥の後任として環境局長、1995年4月 同職を名川良隆と交代し砂金正泰の後任として市民局長、1997年4月 同職を加藤建次と交代し久水輝夫の後任として総務局長、1998年4月 同職を中尾忠昭と交代し久水の後任として交通事業管理者、2001年4月 同職を中尾と交代し久水の後任として仙台市収入役就任。2006年3月 笠原周二を後任に収入役辞職。
市役所退職後の2010年4月 社会福祉法人仙台市社会福祉協議会会長、2014年退任。2019年11月 死去。

## 栄典
2015年11月 秋の叙勲で地方自治功労による瑞宝中綬章を受章。